# Корнешти (Молдова)
Корне́шти (рум. Corneşti) — місто в Унгенському районі Молдови з населенням у 3 200 осіб (станом на 2010 рік). Географічно близьке до найвищої точки Молдови гори Баланешти, розташоване на висоті 314 м над рівнем моря біля підніжжя Кодрів, за 72 км на північний захід від Кишинева. В місті є озеро загальною площею 1,7 га.
Залізнична станція Перевал на лінії Кишинів — Унгени.

## Історія
Перші свідчення про Корнешти як село датуються серединою XVI століття. Поселення з кількох будинків існувало з 1550 року на перехресті важливих торгових шляхів на Ясси, Кишинів та Бєльці. Тут мешканцями різних регіонів Молдови проводилась торгівля великою рогатою худобою, птицею та іншими сільськогосподарськими продуктами.
З 1946 по 1956 рік Корнешти були районним центром.